# Atarba australasiae
Atarba australasiae là một loài ruồi trong họ Limoniidae. Chúng phân bố ở miền Australasia.